# Niphograpta albiguttalis
Niphograpta albiguttalis is een vlinder uit de familie van de grasmotten (Crambidae). De wetenschappelijke naam van deze soort is voor het eerst voorgesteld als Epichronistis (?) albiguttalis door  William Warren in een publicatie uit 1889.
De spanwijdte bedraagt ongeveer 2 centimeter.

## Verspreiding
De soort komt voor in de Verenigde Staten, Panama, Venezuela, Brazilië en Argentinië. Deze soort is met opzet door de mens geïntroduceerd in Zuid-Afrika en Australië om waterhyacint te bestrijden..

## Waardplanten
De rups leeft op Eichhornia crassipes (waterhyacint) (Pontederiaceae).